# 700 Miles of Desert
700 Miles of Desert (с англ. — «700 миль пустыни») — второй полноформатный альбом проекта White Rose Transmission, выпущенный в 1999 году лейблом Red Sun Records. Альбом номинировался в Германии на звание лучшего альбома 1999 года, однако победа досталась Тому Уэйтсу.

## Об альбоме

### Название альбома
Первоначально рабочим названием альбома было The Last Days of the Rainmachine, однако, ввиду увиденных Адрианом в подобном названии отголосков творчества группы Pink Floyd, название впоследствии было изменено благодаря случаю: после продолжительной студийной сессии участники вечером решили отдохнуть в местном пив-баре (студия располагается в Бремене). Здесь на глаза участникам попался рекламный плакат, гласящий, что Вам предстоит пройти 700 миль пустыни…возьмите с собой в дорогу баночки… (далее следует наименование напитка). Таким образом подобный слоган сразу же нашёл отклик у участников, который впоследствии вылился в следующую концепцию: перед тобой тяжёлый период в жизни, но ты должен преодолеть его…умрёшь ли ты от жажды или найдёшь оазис с источником живительной влаги ?

### Оформление
Оформлением буклета занималась подруга Адриана Борланда, а сам Адриан расставил в буклете нарисованные таблички с указанием количества миль, которые остались до конца пустыни. Последняя такая табличка гласила END.
На заднике диска можно видеть изображение двух сидящих спиной к зрителю людей — это участники проекта, слева — Адриан, справа — Карло.

### Музыка
По словам Карло ван Путтена при написании альбома на проект оказали влияние такие группы, как: Kraftwerk, Jeff Buckley, Nick Drake, The Doors, Iggy Pop, U2, Lou Reed, Joy Division, New Order и т. д.

## Список композиций
1. Summer Road 7:10
2. Hallucinating You 4:03
3. Snakebitten 4:56
4. Desert Bones 4:32
5. Valentine 5:05
6. Heart Of Machine 4:21
7. The Swimmer 4:03
8. Four Lonely Hours Away 5:56
9. Digging For Water 2:42
10. Wild Rain 3:23
11. Walking In The Opposite Direction 4:29
12. Inbetween Dreams 7:24
13. Breath 0:38
14. Dead Guitars 5:07

## Участники записи
- Марк Бургесс — бас, вокал
- Рольф Киршбаум — ударные, гармоника
- Адриан Борланд — гитара, вокал, бас, клавишные, программирование
- Карло ван Путтен — вокал
- Клаудиа Уман — вокал